# The Detour
The Detour is een Amerikaanse comedytelevisiereeks, gemaakt door Jason Jones en Samantha Bee over een familievakantieautotrip. De serie ging in première op TBS op 11 april 2016.

## Rolverdeling
- Jason Jones als Nate[2]
- Natalie Zea als Robin[3]
- Ashley Gerasimovich als Delilah[4]
- Liam Carroll als Jared[4]
- Daniella Pineda als Vanessa[5]
- Mary Grill als Federal Agent[6]

## Ontwikkeling
TBS bestelde de pilot, geschreven door Jason Jones en Samantha Bee in oktober 2014. De show is gebaseerd op de ervaring van familievakanties van echte koppels.
De serie ging met tien afleveringen van start in februari 2015.
Op 6 april 2016 werd de show hernieuwd voor een tweede seizoen voor de première.